# Mülheimer VerkehrsGesellschaft
Die Mülheimer Verkehrs-Gesellschaft mbH (MVG) war ein Verkehrsunternehmen der Stadt Mülheim an der Ruhr und betrieb dort den kommunalen Nahverkehr. Die Mülheimer Verkehrs-Gesellschaft mbH hat sich 2017 mit der EVAG, dem Verkehrsunternehmen der Stadt Essen, zur Ruhrbahn fusioniert.

## Geschichte

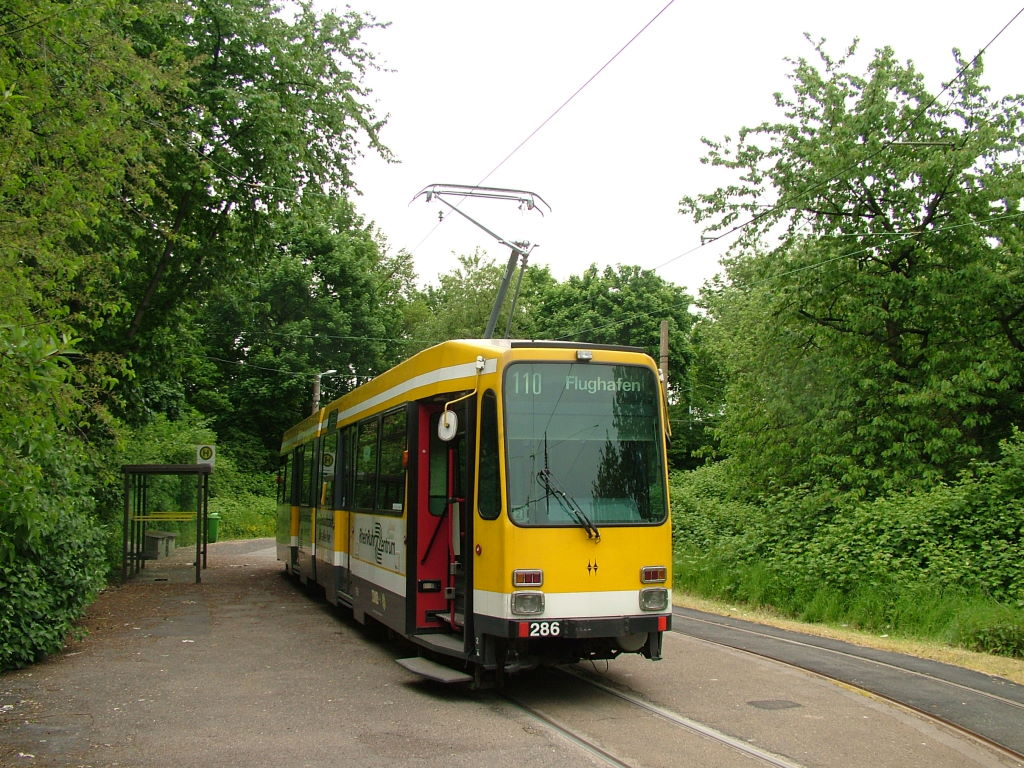
Ein Stadtbahnwagen der MVG auf der Linie 110

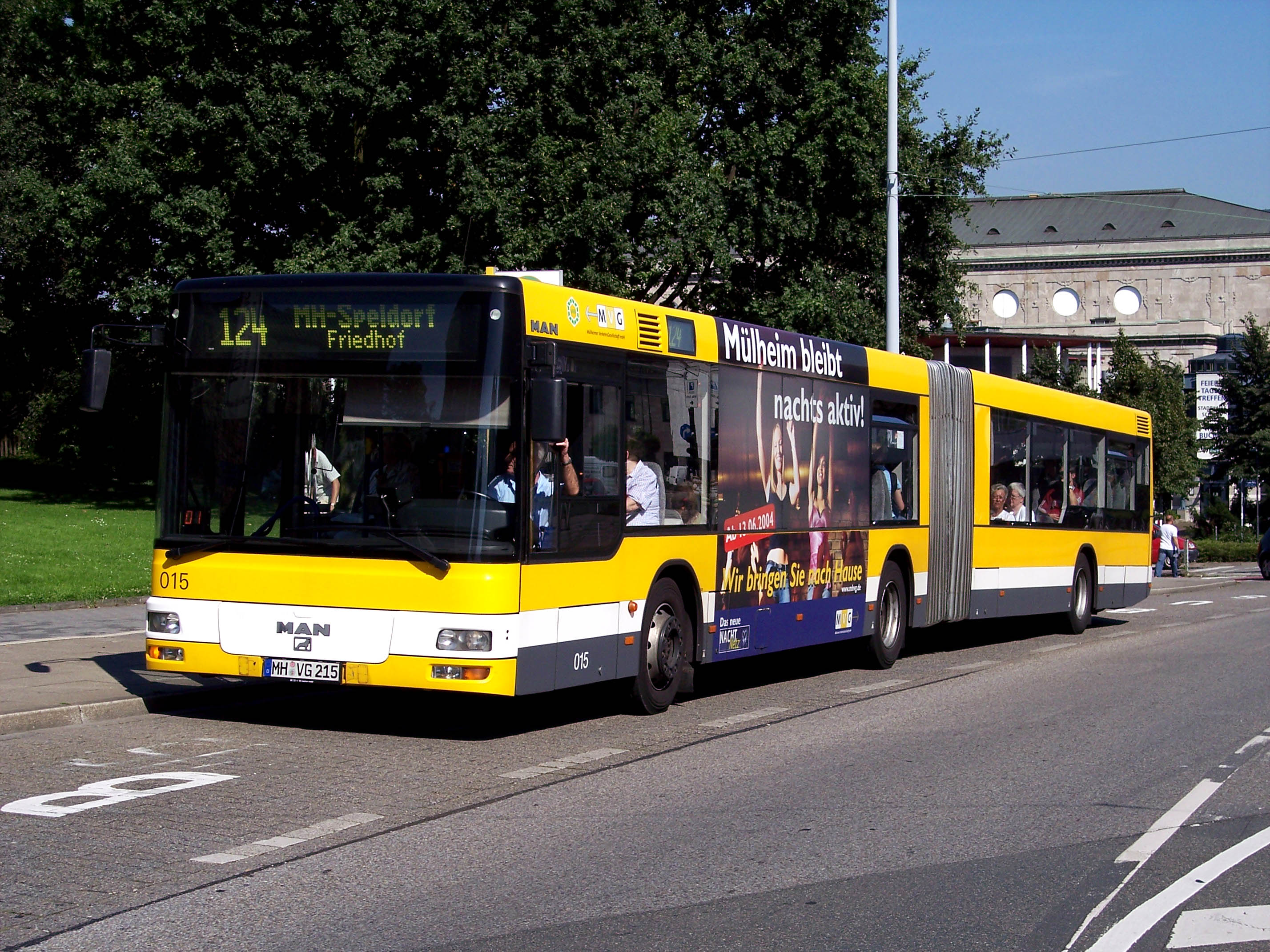
MAN-Niederflurgelenkbus der MVG auf der Linie 124

Die erste kommerziell betriebene elektrische Straßenbahn in Deutschland wurde in Frankfurt am Main 1884 eröffnet. Essen hatte 1893, Bochum 1894, Düsseldorf 1896 und Oberhausen 1897 Straßenbahnlinien eröffnet.
Die ersten Planungen für den Bau einer elektrischen Straßenbahn in Mülheim gehen auf die Mitte der 1890er Jahre zurück. Es war beabsichtigt, die umliegenden Gemeinden mit der Stadt Mülheim zu verbinden. Am 9. Juli 1897 wurden die Strecken von Kahlenberg über die Stadtmitte und Styrum nach Oberhausen und von der Stadtmitte bis zur Grenze nach Heißen eingleisig eröffnet.
Ab den 1970er Jahren begann auch in Mülheim das Vorhaben, die Straßenbahn in eine Stadtbahn umzubauen. Es sollten folgende Strecken gebaut werden:
| Strecke |
| Essen – Heißen – Mülheim – Broich – Duisburg                                                                                                 |
| Oberhausen – Dümpten – Mülheim – Broich – Uhlenhorst – Saarn                                                                                 |
| Essen-Schönebeck – Aktienstraße – Mülheim – Flughafen – Essen-Bredeney (in der Form nur angedacht, in den weiteren Planungen dann verworfen) |

Die schon bestehende Verbindung zwischen Essen und Mülheim sollte als erste Vorzeige- und Versuchsstrecke zur Stadtbahnstrecke ausgebaut werden. Nach Umbaumaßnahmen in beiden Städten begann im Dezember 1976 der Probebetrieb. Am 29. Mai 1977 begann der reguläre Verkehr der U18 vom Berliner Platz in Essen bis Heißen, Kirche, in Mülheim. Die Verlängerung bis Mülheim Hauptbahnhof folgte am 3. November 1979.
Ab dem 1. Januar 1980 waren die Betriebe der Stadt Mülheim an der Ruhr Mitglied im Verkehrsverbund Rhein-Ruhr (VRR). Um Mehrfachvergaben im Verbundgebiet zu vermeiden, erhielten sämtliche Linien neue Liniennummern, wobei in Mülheim gemeinsam mit Essen der 100er Bereich verwendet wurde.
In den folgenden Jahren wurden einige Streckenabschnitte im Innenstadtbereich in den Tunnel verlegt. Die Baumaßnahmen wurden 1996 abgeschlossen. Eine geplante Verbindung der Linie 901 aus Duisburg mit der U18 aus Essen wurde zum Teil aus finanziellen, hauptsächlich aber aus politischen Gründen nicht umgesetzt. Problematisch sind hier die unterschiedlichen Radsatzmaße: Während das Normalspurnetz in Essen als Modellstrecke der Stadtbahn Rhein-Ruhr mit Fernbahnprofil betrieben wird, sind bei den von Anfang an normalspurigen Netzen der Duisburger Verkehrsgesellschaft (DVG) und der Rheinbahn die Straßenbahnmaße belassen worden.

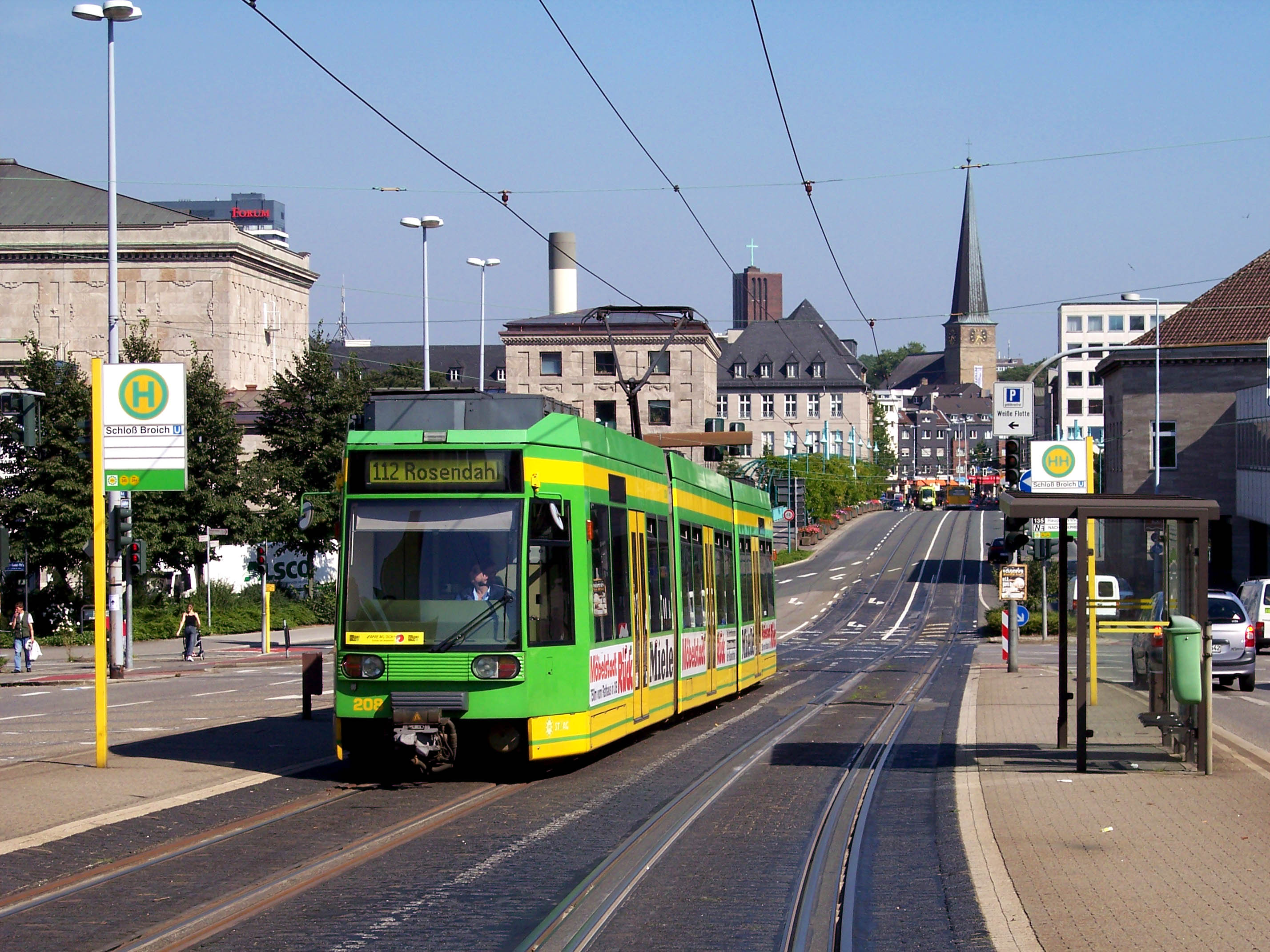
Ein Oberhausener Straßenbahnwagen auf dem Weg zum Mülheimer Betriebshof

Als in den 1990er Jahren die Stadtwerke Oberhausen (STOAG) eine Renaissance der Straßenbahn in Oberhausen einleiteten, wurde die bis zur Stadtgrenze verlaufende Linie 112 auf Oberhausener Gebiet verlängert. Zurzeit befindet sich ein weiterer Abschnitt in Mülheim-Dümpten durch die Zechenbahn (Straßenname) und die unmittelbar anschließende Oberhausener Danziger Straße in der Planung. Die Stadtwerke Oberhausen beschafften zur Wiedereinführung der Straßenbahn sechs niederflurige Straßenbahnwagen, die jedoch in Mülheim gewartet und gemeinsam mit ihren Mülheimer Schwesterfahrzeugen eingesetzt werden.
Im Jahr 2002 wurde der Nahverkehrsbereich der Betriebe der Stadt Mülheim (BtMH, städtischer Eigenbetrieb) per Ratsbeschluss teilprivatisiert und als Mülheimer VerkehrsGesellschaft mbH (MVG) ausgegliedert, blieb jedoch im alleinigen Besitz der Stadt Mülheim. Im Jahr 2017 fusionierten MVG, EVAG und VIA und bildeten die Ruhrbahn. Die Ruhrbahn sind allerdings zwei unterschiedliche Unternehmen (Ruhrbahn GmbH für Essen und Ruhrbahn Mülheim GmbH für Mülheim). Die Ruhrbahn GmbH (Essen) endstand dabei aus der Umbenennung und Umwandlung in eine GmbH aus der EVAG. Die MVG wurde im Zuge dessen in Ruhrbahn Mülheim GmbH umbenannt, um die Verbundenheit auszuzeigen, damit die Kunden denken, dass es sich um ein Unternehmen handele. Die Ruhrbahn Mülheim GmbH beteiligt sich dabei zu 25 % an der Ruhrbahn GmbH (Essen). Die MVG existiert somit faktisch weiter unter dem Namen Ruhrbahn Mülheim GmbH.

## Heutige Linien (Stadt- und Straßenbahn)
| Linie | Linienweg | Takt (Mo–Fr)                              | Bemerkung                                                                           |                                                                                                 |
| ----- | --- | ----------------------------------------- | ----------------------------------------------------------------------------------- | ----------------------------------------------------------------------------------------------- |
| U 18  | Essen, U Berliner Platz – U Hirschlandplatz – U Essen Hbf – U Bismarckplatz – Savignystraße/ETEC – Hobeisenbrücke – E-Frohnhausen, Wickenburgstraße – Mülheim (Ruhr), Rhein-Ruhr-Zentrum – Rosendeller Straße – U Eichbaum – U Heißen Kirche – U Mühlenfeld – U Christianstraße – U Gracht – U Von-Bock-Straße – U Mülheim (Ruhr) Hbf                                           | 10 min                                    | Gemeinschaftsbetrieb mit EVAG, Normalspur mit Fernbahnradsatzmaßen, Hohe Bahnsteige |                                                                                                 |
| 102   | Oberdümpten – Dümpten – Aktienstraße – Mülheim Hbf – Stadtmitte – Schloß Broich – Broich – Uhlenhorst | 15 min (10 min an Schultagen von 7-9 Uhr) | Meterspur                                                                           |                                                                                                 |
| 104   | (Essen Abzweig Aktienstraße) – Winkhausen – Aktienstraße – Friedrich-Ebert-Straße – Mülheim Stadtmitte – Evangelisches Krankenhaus | 15 (15) min                               | Meterspur                                                                           |                                                                                                 |
| 112   | OB-Sterkrade, Neumarkt – OB-Sterkrade Bf – OLGA-Park – Neue Mitte Oberhausen – Oberhausen Hbf – Landwehr – Mülheim-Styrum – Mülheim-West – Friedrich-Ebert-Straße – Mülheim Stadtmitte – Mülheim Kaiserplatz – Oppspring – Hauptfriedhof Linie verkehrt zwischen Sterkrade und Oberhausen Hauptbahnhof über die ÖPNV-Trasse Oberhausen.                                         | 20 min                                    | teilweise mit STOAG-Triebwagen, Meterspur                                           |                                                                                                 |
| NE12  | OB-Sterkrade Bf – OLGA-Park – Neue Mitte Oberhausen – Oberhausen Hbf – Landwehr – Mülheim-Styrum – Mülheim-West → Eppinghofen → Dieter-aus-dem-Siepen-Platz → Mülheim Kaiserplatz – Friedrich-Ebert-Straße ← MH-Stadtmitte Linie verkehrt zwischen Sterkrade und Oberhausen Hauptbahnhof über die ÖPNV-Trasse Oberhausen.                                                       | 60 min                                    | teilweise mit STOAG-Triebwagen, Meterspur                                           |                                                                                                 |
| 901   | DU-Obermarxloh – Marxloh Pollmann – Bruckhausen – Beeck – Laar – Scholtenhofstraße1 – Ruhrort Bf – Ruhrort Friedrichsplatz – Kaßlerfeld – Rathaus – König-Heinrich-Platz – Duisburg Hbf – Zoo/Uni2 – Mülheim-Raffelberg – Speldorf – Schloß Broich – MH-Stadtmitte – Mülheim Hbf Zur HVZ mit zusätzlicher Fahrt zwischen 1 und 2 jeweils 5 Minuten abweichend auf den Regeltakt | 15 min                                    | 15'                                                                                 | Linie wird nur mit DVG-Triebwagen betrieben, Normalspur mit Straßenbahnradsatzmaßen, Niederflur |

## Heutige Linien (Bus)
| Linie | Linienweg | Takt (Mo–Fr)                | Betreiber        |
| ----- | --- | --------------------------- | ---------------- |
| 129   | Broich Friedhof – Speldorf – Raffelberg – Schleuse Raffelberg – Styrum Friesenstraße – Hauskampstraße/Bf Styrum – Styrum Sültenfuß – Dümpten – Winkhausen – Heißen Kirche – Eichbaum – Mülheim-Heimaterde – Essen-Haarzopf Erbach | 30 min                      | Ruhrbahn         |
| 130   | Oberhausen, City Forum – Oberhausen Hbf – Oberhausen-Styrum – Mülheim-Styrum – Schloss Styrum – Mülheim Hbf – Mülheim Stadtmitte – Wasserstraße – Max-Planck-Institute – Oppspring – Mülheim Hauptfriedhof – Raadt – Flughafen Essen/Mülheim – Essen-Haarzopf Erbach – Fulerum Gemeindezentrum – Rhein-Ruhr-Zentrum | 20 min                      | Ruhrbahn         |
| 131   | Gustav-Heinemann-Schule / Boverstr. – Mülheim-Winkhausen – Mülheim Hbf – Mülheim Stadtmitte – Schloß Broich – Broich – Saarn Lindenhof – Mülheim-Selbeck – Ratingen-Breitscheid Flurstraße | 30 min                      | Ruhrbahn         |
| 134   | HafenCenter – Südhafen – Speldorf – Uhlenhorst – Saarn – Mintard Am Biestenkamp – Essen-Schloss Hugenpoet – Kettwig, Ringstraße – Kettwiger Markt | 60 min                      | Ruhrbahn         |
| 135   | (Nordhafen – HafenCenter) – Mülheim Hbf – Mülheim Stadtmitte – Schloß Broich – Saarn – Saarner Kuppe | 15/7,5 von 6-9 Uhr (15) min | Ruhrbahn         |
| 136   | Oberhausen-Anne-Frank-Realschule – Oberhausen Hbf – Mülheim-Dümpten – Winkhausen – Heißen Kirche | 60 min                      | Ruhrbahn / STOAG |
| 151   | Rhein-Ruhr-Zentrum – Heißen Kirche – Rumbachtal – Mülheim Hbf – Mülheim Stadtmitte – Kahlenberg (Fuß des Berges am Ruhrufer) – Mülheim-Menden – Kettwig-Ickten – Schwimmbad Kettwig → Kettwig, Ringstraße → Kettwiger Markt | 60 min                      | Ruhrbahn         |
| 752   | Mülheim Hbf – MH-Stadtmitte – Schloß Broich – MH-Saarn, Friedrich-Freye-Straße;– MH-Selbeck, Stooter Straße – Ratingen-Breitscheid, Krummenweg – Lintorf, Friedhof – Am Kämpchen – Rehhecke – Lintorf, Rathaus – Tiefenbroicher Straße – ( Ratingen-Tiefenbroich, Annastraße – Ratingen, Kaiserswerther Straße – Ratingen-West, Dieselstraße – Eckampstraße – Düsseldorf, Neu-Lichtenbroich – ) Mörsenbroich, Heinrichstraße – D-Derendorf – Pempelfort, Münsterstraße/Feuerwache – Stadtmitte, Jacobistraße (Pempelforter Straße , 200 m) – Oststraße – Düsseldorf Hbf |                             | MVG/RBG          |
| 753   | MH-Saarn, Alte Straße – MH-Selbeck, Stooter Straße – Ratingen-Breitscheid, Krummenweg – Ratingen, Hauser Ring – Ratingen Mitte |                             | MVG/RBG          |

| Linie | Verlauf | Takt   | Betreiber        |
| ----- | --- | ------ | ---------------- |
| NE3   | MH-Stadtmitte → Dieter-aus-dem-Siepen-Platz → Mülheim Hbf Nordeingang → Christianstraße → Mühlenfeld → Heißen Kirche → Winkhausen → Dümpten → Eppinghofen → Dieter-aus-dem-Siepen-Platz → MH-Stadtmitte Gegenrichtung zur Linie NE1                                                             | 60 min | Ruhrbahn         |
| NE4   | Mülheim Stadtmitte → Mülheim Kaiserplatz – Holthausen – Wasserstraße – MH-Müller Menden – Holthausen – Mülheim Hauptfriedhof – Raadt – Flughafen Essen/Mülheim | 60 min | Ruhrbahn         |
| NE9   | Duisburg Hbf Osteingang – Zoo/Uni – Mülheim-Raffelberg – Speldorf – Schloß Broich – MH-Stadtmitte – Dieter-aus-dem-Siepen-Platz – Aktienstraße – Winkhausen – Essen Abzweig Aktienstraße | 60 min | Ruhrbahn         |
| NE10  | OB-Sterkrade Bf – Schloss Oberhausen – Neue Mitte Oberhausen – Knappenmarkt – Oberhausen-Wehrstraße – Mülheim-Dümpten – Mülheim Hbf Nordeingang(←)/Dieter-aus-dem-Siepen-Platz(→) – Mülheim Stadtmitte – Schloß Broich – Broich – Saarn Alte Straße → Saarner Kuppe – Oemberg ← Saarn Lindenhof | 60 min | Ruhrbahn / STOAG |

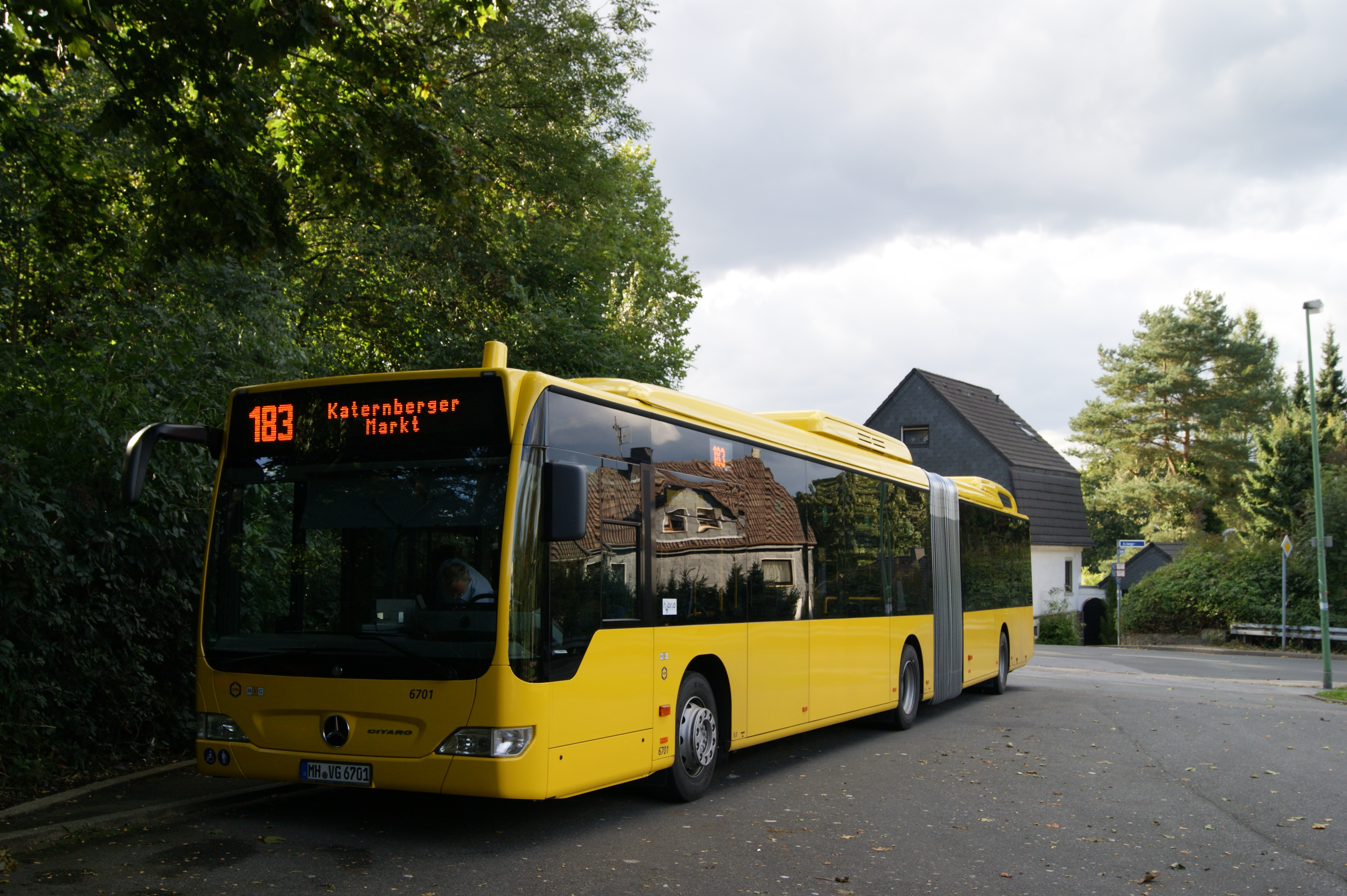
Citaro-Hybrid-Gelenkbus der MVG im Einsatz in Essen

Auf den Linien 135, 151, 752, 753 und NE10 kommen größtenteils Fahrzeuge der Firma Vehar Linienverkehr als Subunternehmer für die MVG zum Einsatz.

## Ausbau-/Umbaupläne der Straßenbahn/Stadtbahn
Lange galt die Verlängerung der Linie 112 vom Kaiserplatz über Dickswall und Tourainer Ring zum Hauptbahnhof (an der Oberfläche) als der wahrscheinlichste Streckenneubau. Als Vorleistung für die Umsetzung war der nicht zwingend erforderliche Bau eines oberirdischen Busbahnhofes als Ersatz für den gegenwärtigen Bustunnel eingeplant. Diese Planungen wurden jedoch zugunsten der Aufrechterhaltung des Straßenbahnverkehrs zur Wertgasse für den Fall des Wegfalls der Linie 110 (s. u.) zumindest von der Mehrheit der Ratsmitglieder aufgegeben.
Noch am ehesten erfolgversprechend sind die Pläne, die Linie 102 zur Saarner Kuppe zu führen, um den lebendigen, aber schon lange nicht mehr mit attraktivem ÖPNV versorgten Stadtteil Saarn wieder an das Straßenbahnnetz anzuschließen. Die Trasse würde am Heuweg über Saarner Straße, Straßburger Allee, Quellen- bzw. Hagenauer Straße zur Luxemburger Allee führen und dann im Bereich Brüsseler Allee enden. Die Trasse wurde freigehalten. Der Abschnitt Heuweg – Uhlenhorst ist somit stilllegungsgefährdet; die Haltestelle „Waldschlößchen“ würde in diesem Fall zukünftig per Omnibus angedient, wobei eine Verlängerung der Linie 134 die wahrscheinlichste Variante wäre, während die Haltestelle „Uhlenhorst“ ersatzlos wegfiele.
Angesichts der schwierigen Haushaltslage der Stadt Mülheim an der Ruhr wird diese Planung allerdings nur von einer Minderheit der Ratsmitglieder befürwortet, die Umsetzung erscheint somit zumindest fraglich, zudem stößt diese Planung auf erbitterten Widerstand der Bewohner Broichs, dessen Erschließung sich dadurch wesentlich verschlechtern würde.
Sollte in Oberhausen mittelfristig die Verlängerung der Linie 105 über Neue Mitte (CentrO) und Oberhausen Hauptbahnhof realisiert werden, würde die Linie über die Zechenbahn bis nach Mülheim-Dümpten geführt und dort an der Haltestelle „Auf dem Bruch“ enden (Verknüpfung zur Linie 102). Darüber hinaus gibt es Überlegungen, die Linie über Oberheidstraße zur Grenze Borbeck zu führen. Die Pläne sind aber nur vage und dürften nur schwierig zu realisieren sein, da angesichts der Trassierung über bzw. am Rande von Friedhofsgelände mit nicht unbedeutendem Widerstand der Anwohner zu rechnen wäre.
Weitere konkrete Ausbaupläne sind vorerst nicht vorgesehen. In den nächsten Jahren werden sich die Bemühungen wahrscheinlich auf den Erhalt und die Beschleunigung der bestehenden Linien konzentrieren, aber von Befürwortern radikaler Sparmaßnahmen wird auch eine massive Kürzung bis hin zur kompletten Abschaffung des bestehenden Netzes angedacht, zumal bereits jetzt einige Linien infolge von Wartungsrückständen beim Fuhrpark teilweise durch Busse bedient werden. Die Linie 110 wurde im Oktober 2015 eingestellt, die Linie 104 fährt nicht mehr zwischen Hauptfriedhof und Flughafen.
Die Möglichkeit der Verlängerung des Ruhrtunnels nach Duisburg bei Verkürzung der Straßenbahnlinie 901 und entsprechender Verlängerung der Stadtbahnlinie U18 und ggf. Durchbindung zur Linie U79 nach Düsseldorf wurde zu den Akten gelegt. Sowohl Duisburg als auch Mülheim haben angesichts der Kostenperspektive kein Interesse an einer unterirdischen Verlängerung der U18 nach Duisburg. Ersatzweise soll die Duisburger Straße umgebaut und dadurch die Straßenbahnlinie 901 beschleunigt werden. Allerdings wird in Erwägung gezogen, die Linie U18 zumindest bis zum Betriebshof am Rosendahl zu verlängern, um die Erschließung der in unmittelbarer Nachbarschaft projektierten Fachhochschule zu verbessern.